# Аманц Греслі
Аманц Греслі (17 липня 1814, Бершвіль, Швейцарія − 13 квітня 1865, Берн, Швейцарія) — швейцарський геолог і палеонтолог. Він увів у геології науковий термін фація. Вважається одним із засновників таких сучасних наук як стратиграфія і палеоекологія.